# August Neuburger (Orgelbauer)

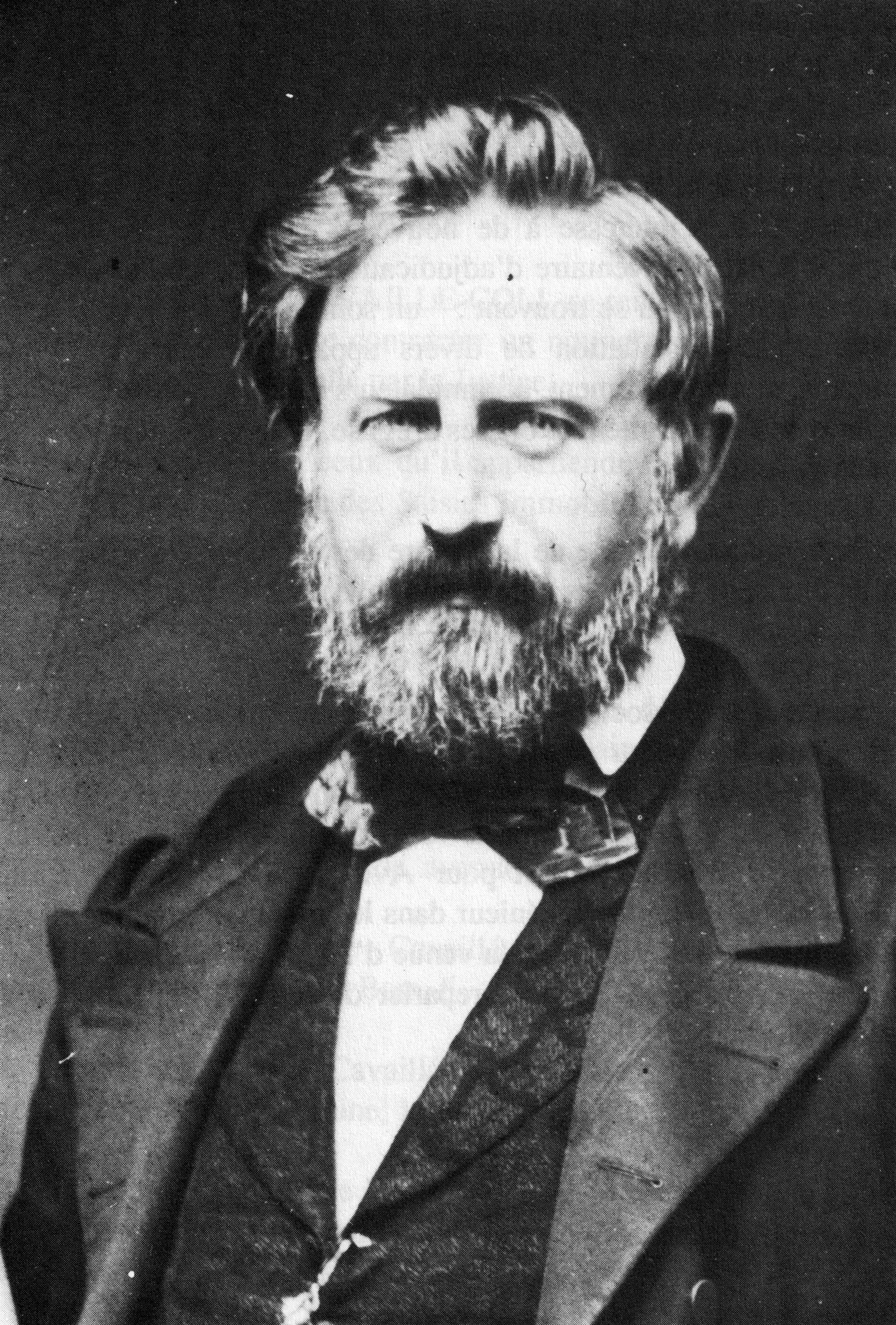
August Neuburger, um 1865

August Neuburger (* 25. Mai 1820 in Schwerin, Mecklenburg; †  16. September 1885 in Clamart bei Paris) war ein deutscher Orgelbauer in Mecklenburg und Frankreich. Er war lange Jahre Werkführer bei Aristide Cavaillé-Coll.

## Leben und Wirken

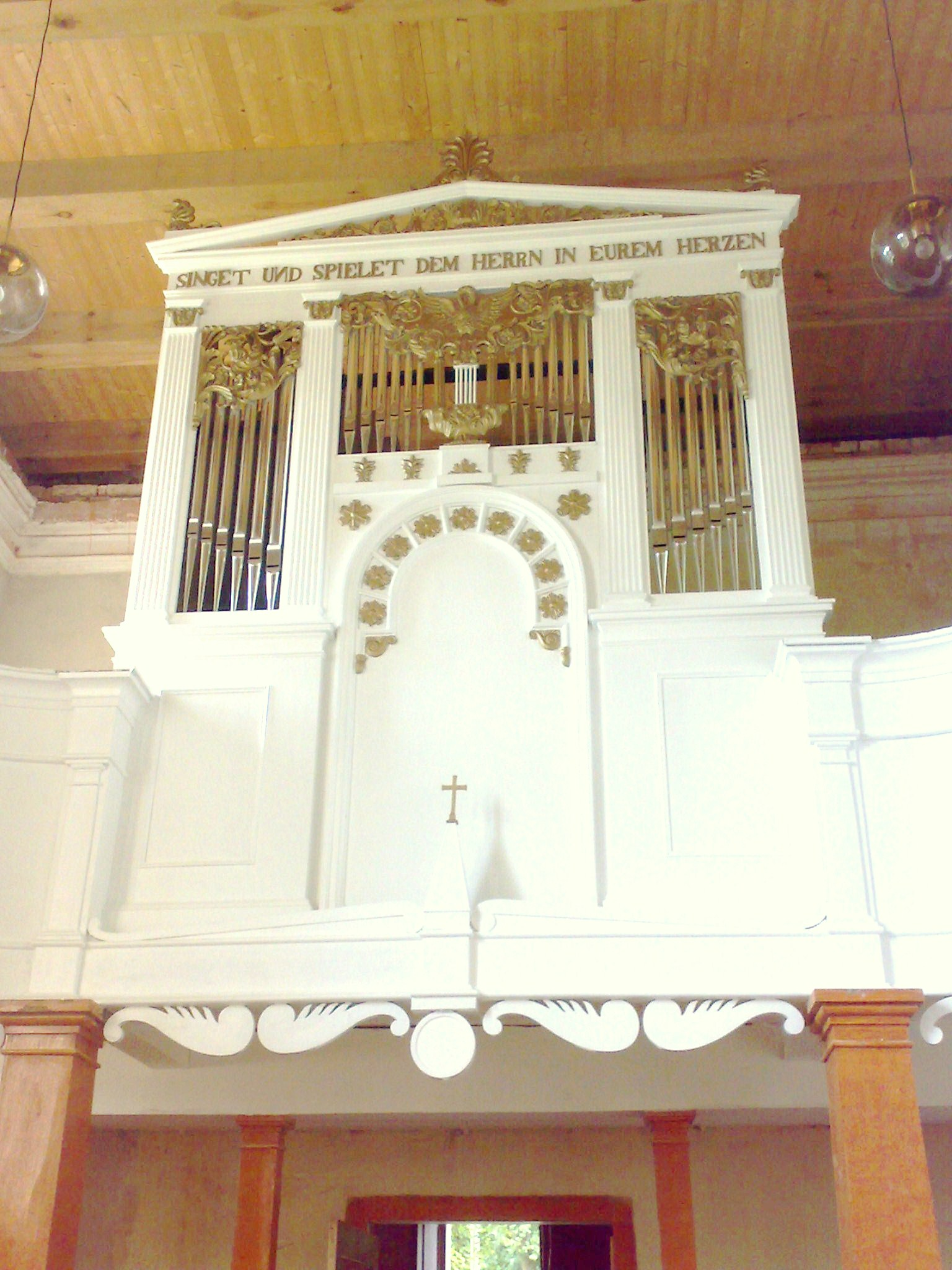
Orgel in Weitendorf

August Neuburger wuchs als Halbwaise auf und machte eine Handwerkerlehre. Als Orgelbaugehilfe war er bei Friedrich Friese II aus Schwerin bei einigen Reparaturen bis März 1841 tätig. In diesem Jahr baute er mit Friedrich Wilhelm Winzer eine Orgel in Weitendorf, wie eine Inschrift Neuburger 1841 in der Windlade besagt. 1842 reparierte er mit diesem die Orgel der Marienkirche in Rostock, ebenfalls durch eine Inschrift bezeugt.
Im Herbst 1844 war Neuburger bei Jonathan Bätz und Christian Gottlieb Friedrich Witte in Utrecht in den Niederlanden tätig. 1845 kam er erstmals zu Aristide Cavaillé-Coll nach Paris. 1848 war er für einen anderen Orgelbauer in Namur tätig, ehe er 1850 endgültig zu Cavaillé-Coll ging. Er wurde dessen Werkführer und war damit maßgeblich am sehr erfolgreichen Wirken dieser Orgelbaufirma beteiligt. Neuburger wurde auch zum Lehrmeister bedeutender Orgelbauer wie Wilhelm Sauer.
Von August Neuburger sind einige handschriftliche Aufzeichnungen mit technischen Details der Tätigkeit der Orgelbauwerkstatt A. Cavaillé-Coll Fils & Cie erhalten.